# Červená vila
Červená vila nebo Binkova vila byla postavena v letech 1907–1909 v obci Krucemburk u Havlíčkova Brodu. Autorem návrhu vily byl architekt Josef Gočár, přítel a pozdější švagr stavebníka Josefa Binka. Stavba je považována za jeho první samostatný projekt. Interiér domu zdobila díla Jana Štursy, Františka Kavána, Jana Šíra, Otakara Nejedlého, Otakara Kubína, Vincence Beneše a dalších umělců. V roce 1958 se vila stala nemovitou kulturní památkou České republiky.

## Úvod
Podnikatel, ale také představitel české secesní piktorialistické fotografie Josef Binko byl prostřední syn majitele koželužny v Krucemburku. Otec Ladislav Binko i jeho tři synové byli aktivními členy Spolku výtvarných umělců Mánes. Zde poznali řadu osobností z uměleckého prostředí a díky nim se orientovali v aktuálním dění české umělecké scény své doby. Rodina byla známa podporou umělců. Bratranec synů Binkových, Jan Štursa seznámil rodinu s architektem Josefem Gočárem. Ladislav Binko jej v roce 1907 pozval do Krucemburku, protože plánoval postavit rodinné vily pro své tři syny, Ladislava, prostředního Josefa a Dušana. Realizovány byly dvě stavby. Pro nejmladšího Dušana byl zrekonstruován původní „Starý dům“ č. p. 69.
V roce 1907 navrhl mladý architekt Gočár, který působil v ateliéru profesora Jana Kotěry, výsledné řešení již rozestavěného domu nejstaršího z bratrů, Ladislava. Jeho rukopis lze nalézt na geometrickém členění oken a secesním dekoru vily. Ve stejném roce začal pracovat na projektu rodinné vily ještě svobodného Josefa Binka, který si sám vytvořil fotografickou dokumentaci stavby.

## Stavitel – architekt Josef Gočár
Zakázka na výstavbu vily v Krucemburku patřila do počátků Gočárovy tvorby, kdy se ještě vyrovnával s tradicí historismu. Jeho první samostatně realizovaná stavba byla ovlivněna tvorbou učitele Jana Kotěry. Inspirace anglickým pojetím venkovského domu byla zřejmá na projektu stavby s přečnívající mohutnou střechou, cihlovými komíny, vikýřovými okny a dřevěnými tmavými štíty. Dispozice interiéru, jehož půdorysné členění bylo navrženo jako asymetrické s obytnou halou v centru domu, vycházela také ze stylu anglického venkovského domu.
V roce 1908 se Gočár osamostatnil a výstavba vily probíhala již v době, kdy založil vlastní architektonické studio. Při návrhu projektu propojoval zásady anglického venkovního domu s tradicí českého lidového stavitelství. Inspirací mu byly nejen knihy a časopisy, ale i návštěva Anglie. V roce 1906 pracoval na instalaci českého pavilonu v Earls Coutru v Londýně. V Holandsku se seznámil s architekturou z neomítaných cihel, kterou použil na projektu vily Josefa Binka. Na poměrně nízkém přízemí kombinoval režné cihlové a omítané plochy s prvky z pískovce.

## Popis vily

### Exteriér (fasáda) stavby
Vila byla postavena na jižním okraji Krucemburku v blízkosti Binkovy továrny. Slepá ulice (Gočárova) končí u vjezdu do zahrady. Na ní navazuje příjezdová cesta, zakomponovaná do parkové úpravy tak, že se obytný dům zobrazuje návštěvníkovi postupně. Původně vedla cesta rovně přímo od koželužny, ale po znárodnění byly parcely rozděleny. Trojpodlažní budova byla navržena s mohutnou střešní krytinou na sedlové střeše, která byla později nahrazena červeným eternitem. Dům byl postaven na nepravidelném obdélníkovém půdorysu.Na severovýchodní straně budovy je hlavní vchod s vyzděným schodištěm vedle asymetricky umístěného rizalitu. Jihozápadní strana domu je členěna půlkruhovitou apsidou. Polozapuštěný suterén vystupuje nad horizont terénu mohutným soklem. Stavba na vysoké cementové podezdívce je podsklepena. Sklepní okénka uzavírají železné mříže s pozdně secesním vzorem.
Hlavní průčelí vily s dřevěným štítem je orientováno na jihovýchodní stranu. V přízemí jsou dvě velká špaletová okna. Mohutný štít tvoří dominantní a nejhonosnější prvek exteriéru vily. Jeho řezbářské provedení je dílem pražského sochaře a řezbáře Vojtěcha Suchardy. Architekt zde navázal na reprezentativní úlohu staré české lomenice, která bývala ozdobou roubených staveb. Tmavě mořený štít dělí jednoduchá vodorovná římsa na dolní lichoběžníkové pole s bíle natřenými okny obytného podlaží a vrchní trojúhelník půdy. Obytné patro se třemi štítovými okny, která jsou umístěna symetricky v ose průčelí, ustupuje do pozadí a je kryto malou šikmou stříškou. Horní část štítu se vrací na původní úroveň domu. Trojici oken obytného patra doplňuje na každé straně jeden masivní stupňovitý pylon. Horizontální středovou římsu podpírají dřevěné polopilíře (masivní pilastry), které mají společnou základnu s dekorativními pylony. Dřevěné sokly pylonů spojuje pod okny dlouhá fošna, která tvoří vyšší optickou zábranu pod prostředním oknem. Je zdobena plochými ornamentálními vlnkami. Pod římsou, nad meziokenními trámky, geometrická výzdoba lomenice nabývá zpět na trojrozměrnosti a tvarové mohutnosti.
Hlavní vchod vede přes zastřešenou verandu do vstupní předsíně. Napravo od verandy předstupuje severní fasádu pravoúhlý rizalit jídelny s trojdílným oknem. Rizalit vytváří prostor pro nezastřešený balkon podkrovního pokoje, který doplňuje kamenné zábradlí.  
Výrazný prvek vily tvoří polokruhová apsida obytné patrové haly. Stojí přibližně v polovině budovy a je zastřešena kuželovitou střechou, spojenou v zadní části se sedlovou střechou vily. Fasádu apsidy pokrytou červenými cihlami zdobí jednoduchý reliéf. K orámování oken a na horní římsu použil stavitel hladký pískovec. Vysoký sokl pokračuje i na této straně budovy, kde jsou umístěna dvě větrací okénka. Jejich mříže jsou řešeny ve dvou variantách, shodně u celé budovy. V této části domu se nacházely provozní místnosti. Okna malých rozměrů jsou rozdělena do čtyř okenních polí. Na levé straně domu byl vytvořen prostor pro zápraží dveří, kterými se vchází po žulových schodech do zadní částí zahrady. 
Asi nejvíce se promítlo vnitřní uspořádání vily do podoby fasády na severozápadní stěně. Ve vysokém soklu jsou tři nepravidelně umístěná okénka s krycí mříží, která je vzdušnější. Fasáda přízemí je celá pokryta červenými cihlami se dvěma nepravidelně umístěnými okny. Plastická římsa odděluje přízemí od podkroví. Štít zde končí ve výšce stropu podkroví a má podobu polovalby. Fasádu podkroví tvoří hladká omítka. Pás červených cihel lemuje čtyři malá okna pod střechou. Z této stany domu jsou vidět dva mohutné komíny.
Fasádu domu zdobí střídající se plochy červených cihel, pískovcových a štukových detailů, které navozují dojem modernosti. Především funkčnost měla vliv na umístění a velikost oken na této straně domu. Jejich členění je inspirováno klasickou podobou kříže nebo geometrickými motivy kosočtverců. I použitý čtvercový rastr patří mezi prvky, používané modernisty. Tmavé dřevěné štíty vytvářejí dokonalý kontrast s bílými okenními rámy.

### Interiér
Vstupním schodištěm na severovýchodní straně domu se vstupovalo do zvýšeného přízemí vily. Pomyslný střed domu tvořila ústřední patrová hala. Místnosti v přízemí propojovala chodba, která vedla od venkovních dveří přes krytou verandu a vstupní předsíň vpravo k hlavnímu schodišti v západní části budovy. Naproti hale byla jídelna s velkým obdélníkovým dvojitým oknem v již zmiňovaném rizalitu a menší salon. Meziprostor okna vyplňovala zimní zahrada. V jihovýchodní části domu, nalevo od haly, byly ložnice majitelů a šatna s koupelnou. Za jídelnou severozápadním směrem pokračovala kuchyň, přípravna jídel a spíž. Přízemí budovy obsahovalo také pokoj pro hosty, pokoj kuchařky, dva záchody a soukromou pracovnu, „laboratoř“ majitele domu.
Při výstavbě vily nebyla ještě v obci zavedena elektřina. Ale Binkova rodina měla vlastní parní stroj na výrobu elektřiny v koželužně. Proto byla elektřina zavedena i do vily.
Obytné podkroví bylo budováno postupně a jeho funkce se měnila v závislosti na věku dětí manželů Binkových. Osu patra tvořila chodba. V hlavním jihovýchodním štítu byl umístěn hostinský pokoj. Naproti v prostorné místnosti s balkónovými dveřmi byla velká knihovna se čtenářským koutem. Vysoká polovalba severozápadního zděného štítu vily chránila podkrovní pracovnu a soukromou knihovnu domácího pána. U schodiště byl prostor pro úzkou místnost s toaletou. Podkroví předělával ve čtyřicátých letech architekt Jiří Gočár, syn Josefa Gočára.

## Vila jako umělecké dílo
Detaily vytvořily z vily „umělecké dílo“. Lze jmenovat například historismy na členění sloupů v exteriéru i interiéru schodiště, které vycházely z tradičního kanelování. Nebo secesní prvky, mezi které patří rostlinné motivy, zdobící exteriérové mříže a dlažbu v interiéru. Na členění dveří, zábradlí, lustrů, výmalbě stropů a stěn byly použity prvky geometrické secese výtvarníka Františka Kysely, který spolupracoval na návrhu výzdoby interiérů s Josefem Gočárem. Použití geometrických tvarů a jejich kombinací se opět projevila inspirace anglickým stylem, zde odkazující k tvorbě Charlese Rennie Mackintoshe a Josefa Hoffmanna.
Interiér byl doplněn sochami a plastikami bratrance Jana Štursy. Josef Binko, sběratel umění, oslovil své současníky: Františka Kavána, Jana Šíra, Otakara Nejedlého, Otakara Kubína, Vincence Beneše, Františka Petra (1884 – 1964), Karla Boháčka, Jana Trampotu a další umělce. Vlastnil sbírku několika kreseb Julia Mařáka.
Nábytek a uměleckořemeslnou výzdobu vily navrhl Josef Gočár. Originální textilie byly dílem výtvarnice Marie Teinitzerové.
Dokončovací práce v interiéru vily probíhaly ještě v létě roku 1910. V tomto roce byla vila zařazena do výběrové fotografické přílohy knihy Dům a zahrada Baillieho Scotta. Český překlad vydal pražský nakladatel Jan Laichter za přispění Jana Kotěry a jeho přítele Zdenka Wirtha.

## Zahrada
Budování zahrady vycházelo také z tradice anglického přírodního parku. Nepravidelné a „přirozené“ rozmístění dřevin mělo základní cíl, harmonické a vyvážené zakomponování nového domu do krajiny. Sypané pískové cestičky, které se zatáčely, nabízely různé  varianty vycházkových tras. Spojovaly novostavbu s Ladislavovou vilou a také se zahradou „Starého domu“. Dominantní úlohu zde tvořily červený dub, buk, javor nebo modřín. Pod dohledem architekta byly vysazeny i skupiny stromů, tvořící různé kompozice. Zásahy člověka a přirozený růst vegetace podobu zahrady v průběhu let výrazně proměnil. Původní koncepce zahrady byla porušena při odstraňování většiny okrasných keřů a vzrostlých stromů z bezprostřední blízkosti vily.

## Vila po válce
Po druhé světové válce, v dubnu 1948 byla Binkova továrna znárodněna. Státní správa se snažila také o exekuci majetku rodiny. I další pokusy o exekuci vily a zahrady, nebo přestavbu na bytový dům, byly v roce 1957 zamítnuty. Vila získala statut kulturní památky. Vydání monografie Josef Gočár Marie Benešové získala první veřejné ocenění na poli architektury. Snad proto již nebylo uvažováno o její přestavbě či zbourání. Zdeněk Lukeš ve své monografii Josef Gočár z roku 2010 věnoval vile významné místo v rané Gočárově tvorbě. 
Hlavní vchod vily Josefa Binka byl použit při natáčení devátého dílu Dopis ze záhrobí, historického detektivního seriálu Četníci z Luhačovic.